# Jovkva
Jovkva (în ucraineană Жовква, în poloneză Żółkiew) este orașul raional de reședință al raionului Jovkva din regiunea Liov, Ucraina. În afara localității principale, nu cuprinde și alte sate.

## Demografie
Componența lingvistică a orașului Jovkva
     Ucraineană (97,97%)
     Rusă (1,82%)
     Alte limbi (0,1%)
Conform recensământului din 2001, majoritatea populației orașului Jovkva era vorbitoare de ucraineană (97,97%), existând în minoritate și vorbitori de rusă (1,82%).

## Istorie
Uniunea statală polono-lituaniană 1594–1772

 Imperiul Habsburgic 1772–1804

 Imperiul Austriac 1804–1867

 Austro-Ungaria 1867–1918

 Republica Populară a Ucrainei Occidentale 1918–1919

 Republica Polonă 1919–1939

 Uniunea Sovietică (ocupația) 1939–1941

 Imperiul German (ocupația) 1941–1944

 Uniunea Sovietică (ocupația) 1944–1945

 Uniunea Sovietică 1945–1991

 Ucraina 1991–prezent 

## Galerie de imagini

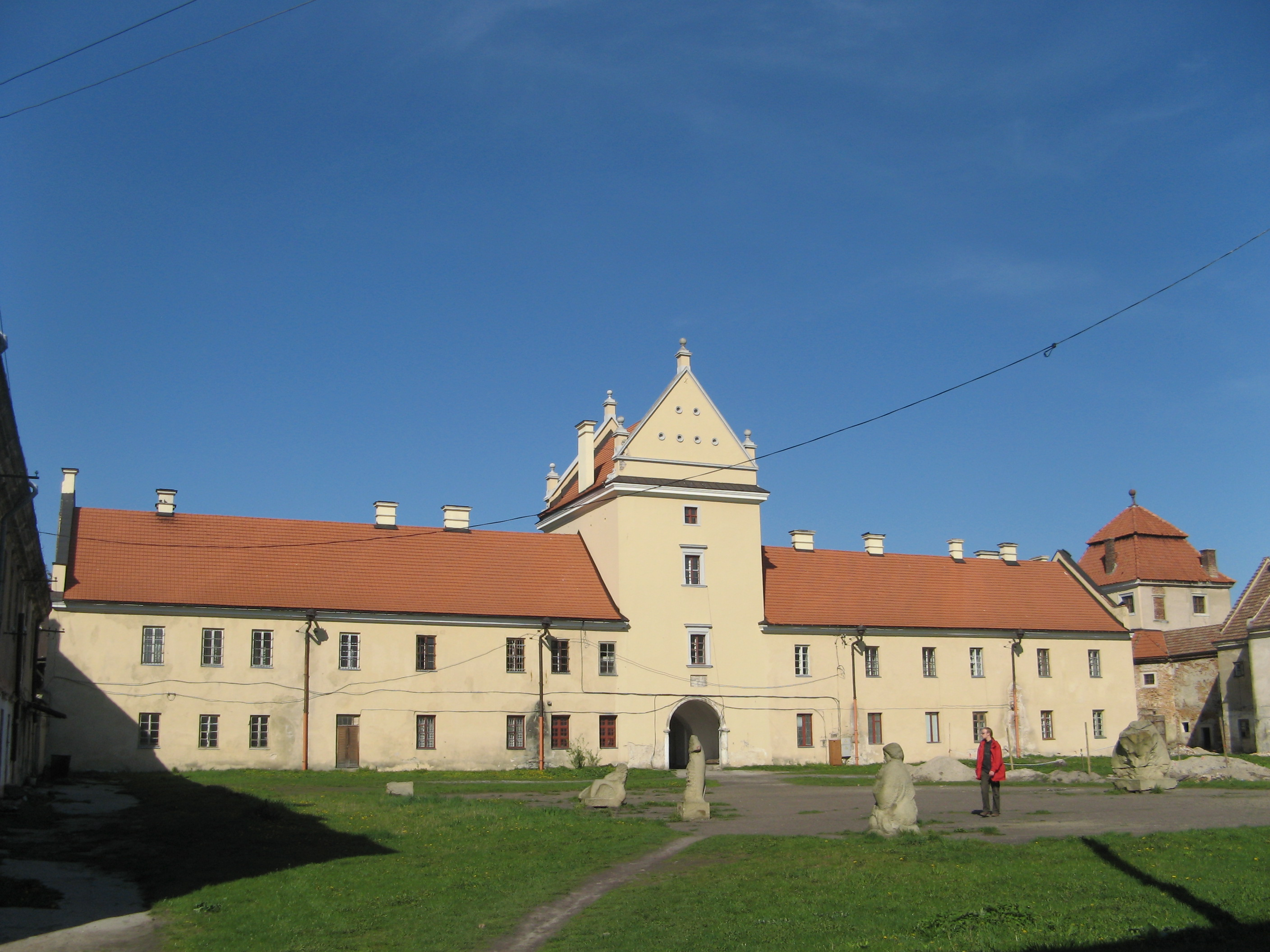
Castelul
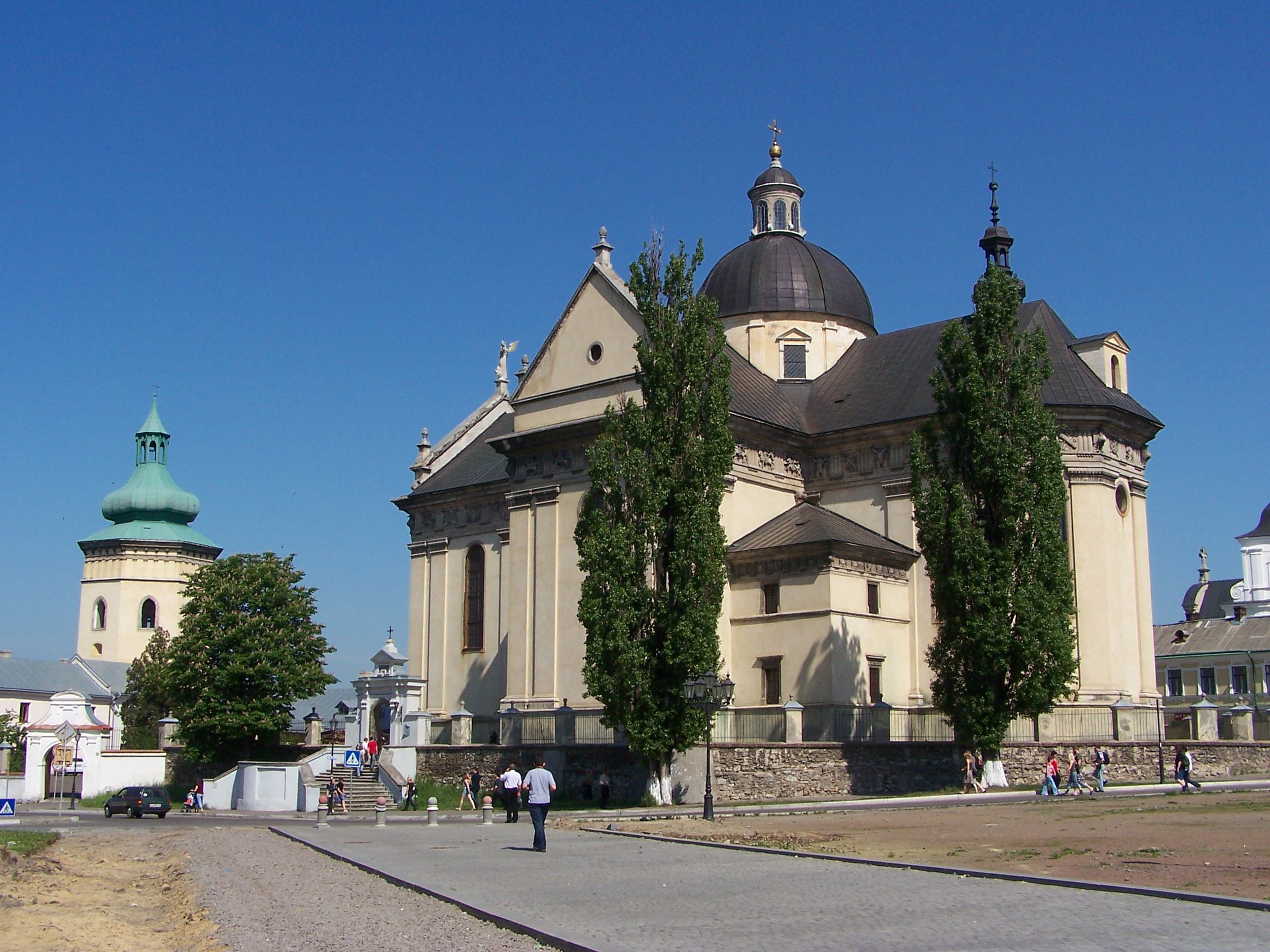
Biserica Catolică
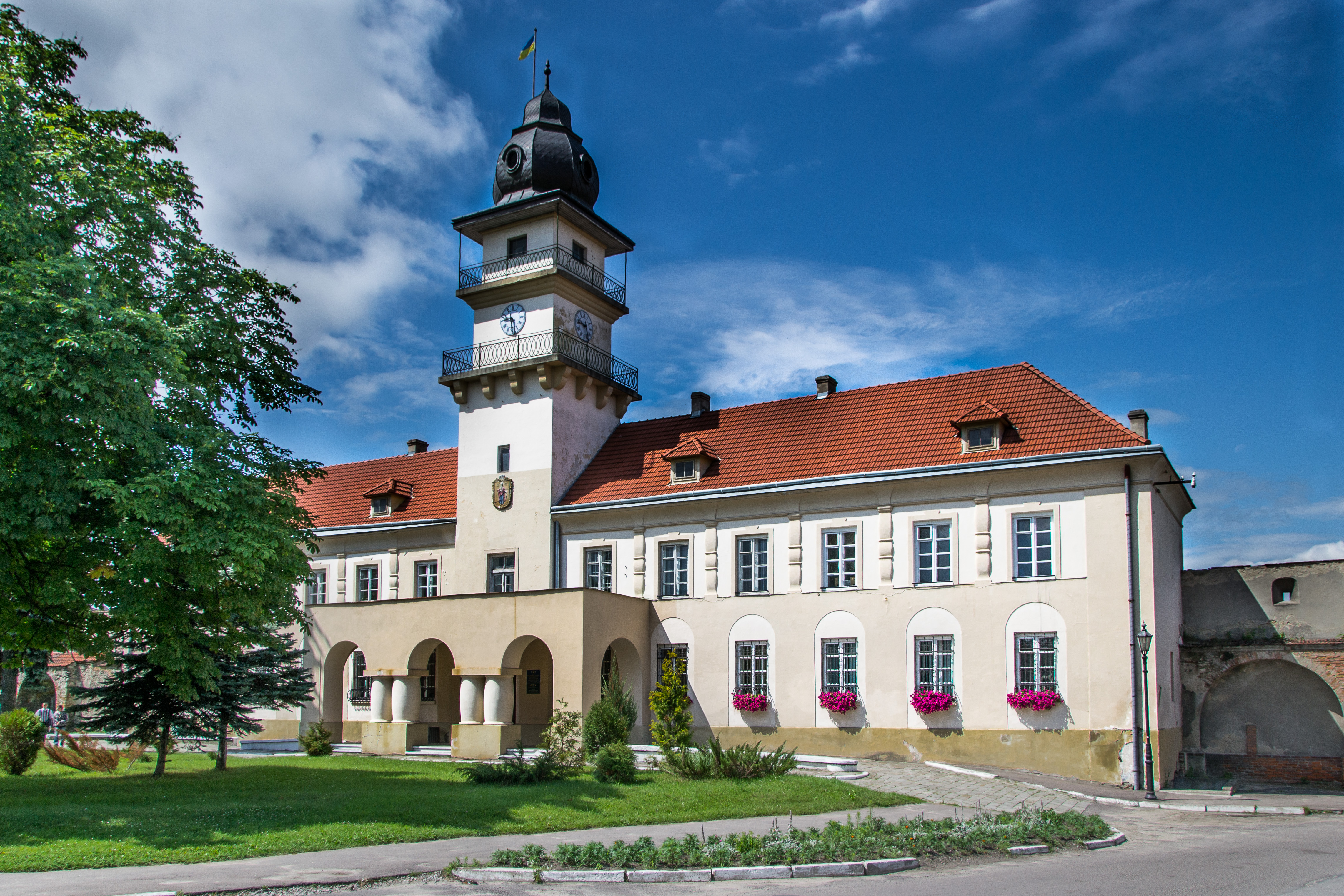
Primăria
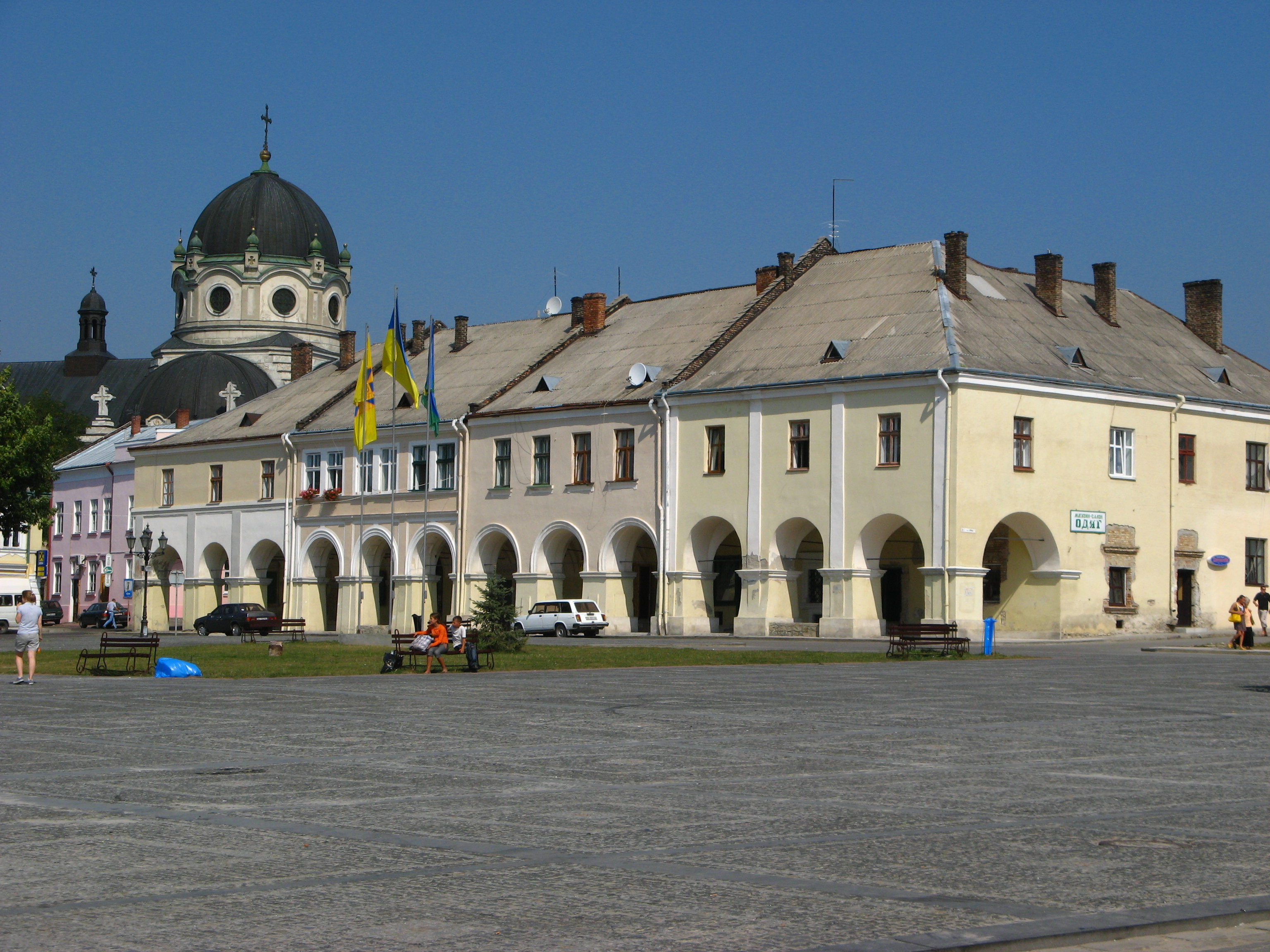
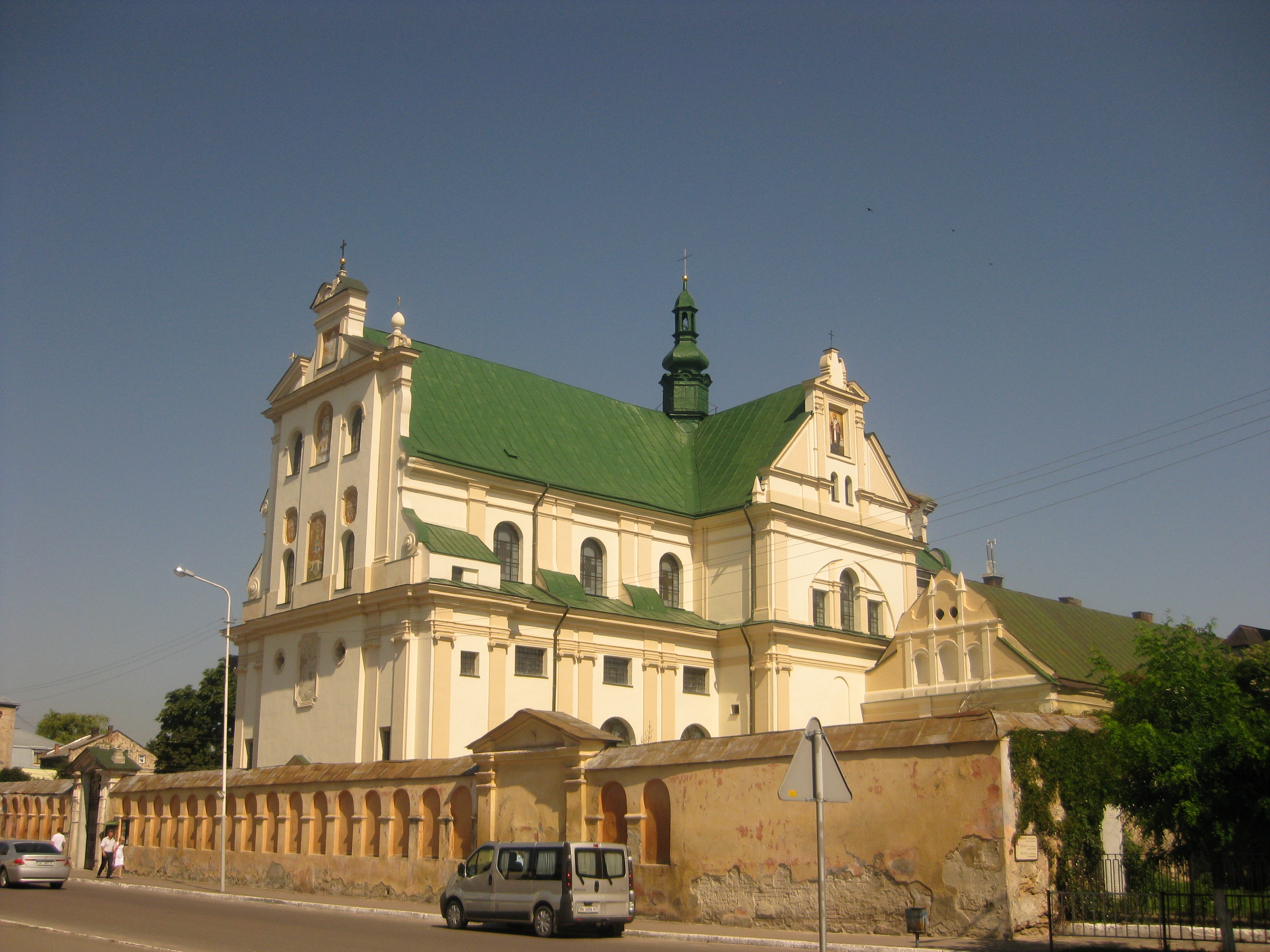
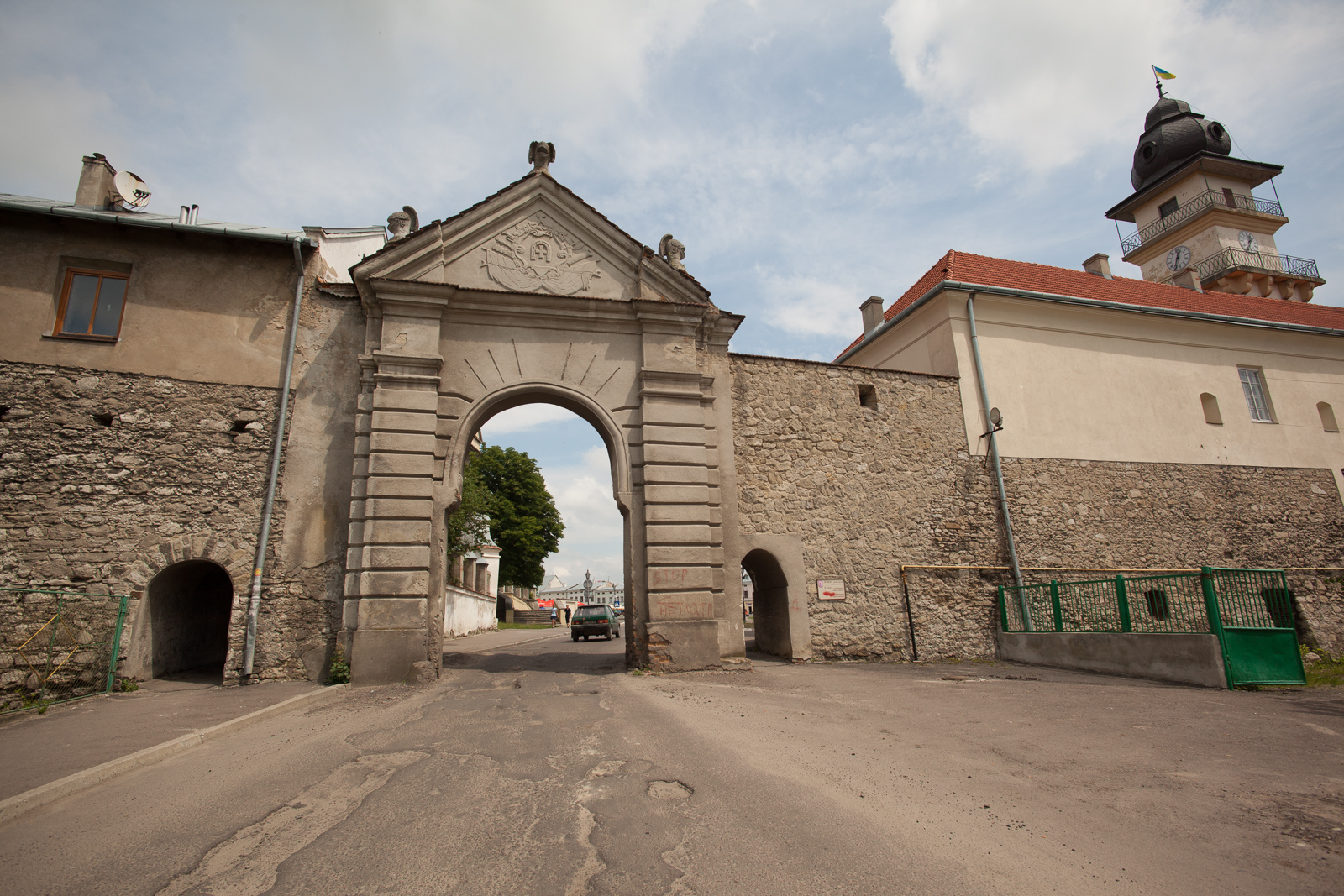
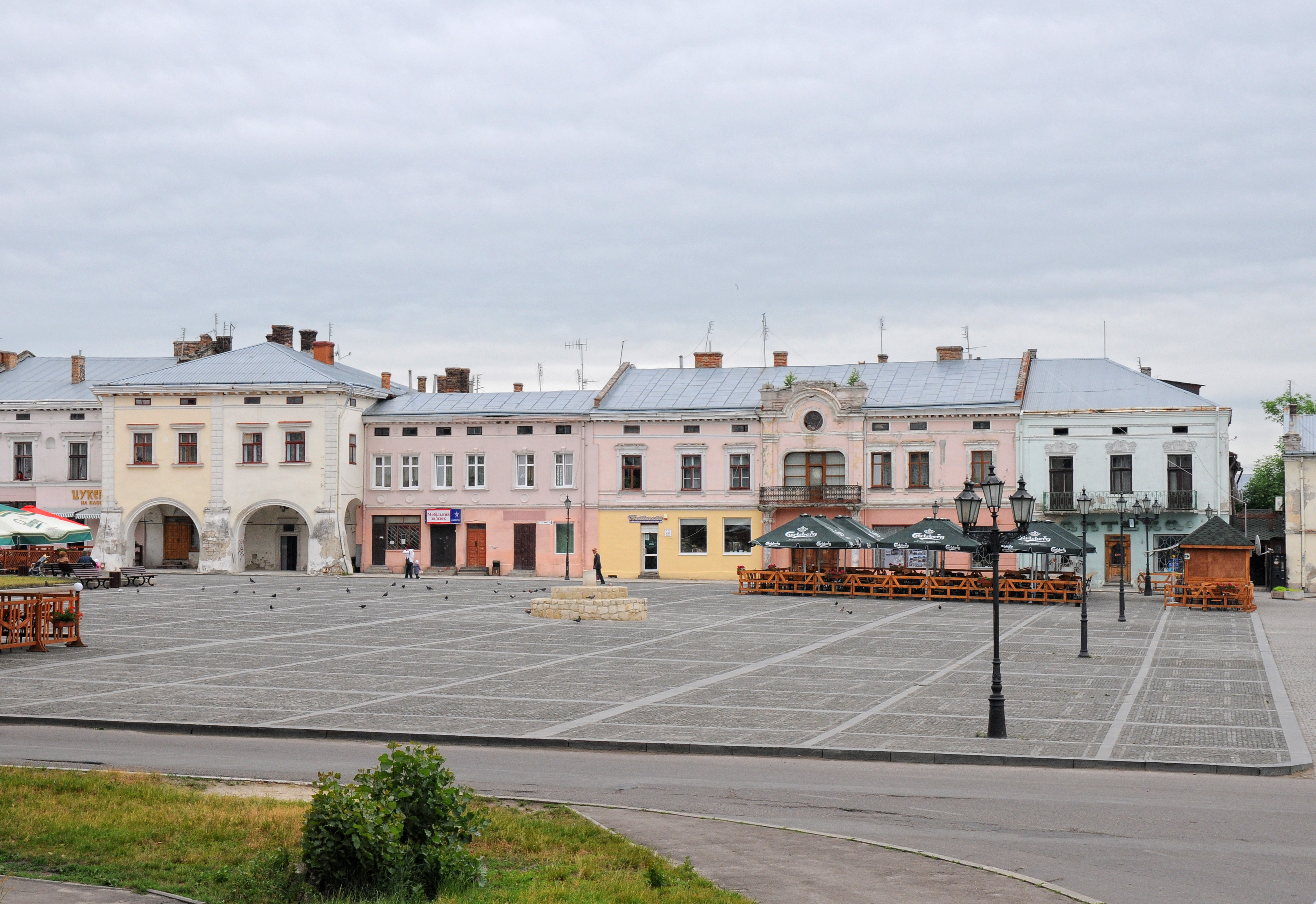
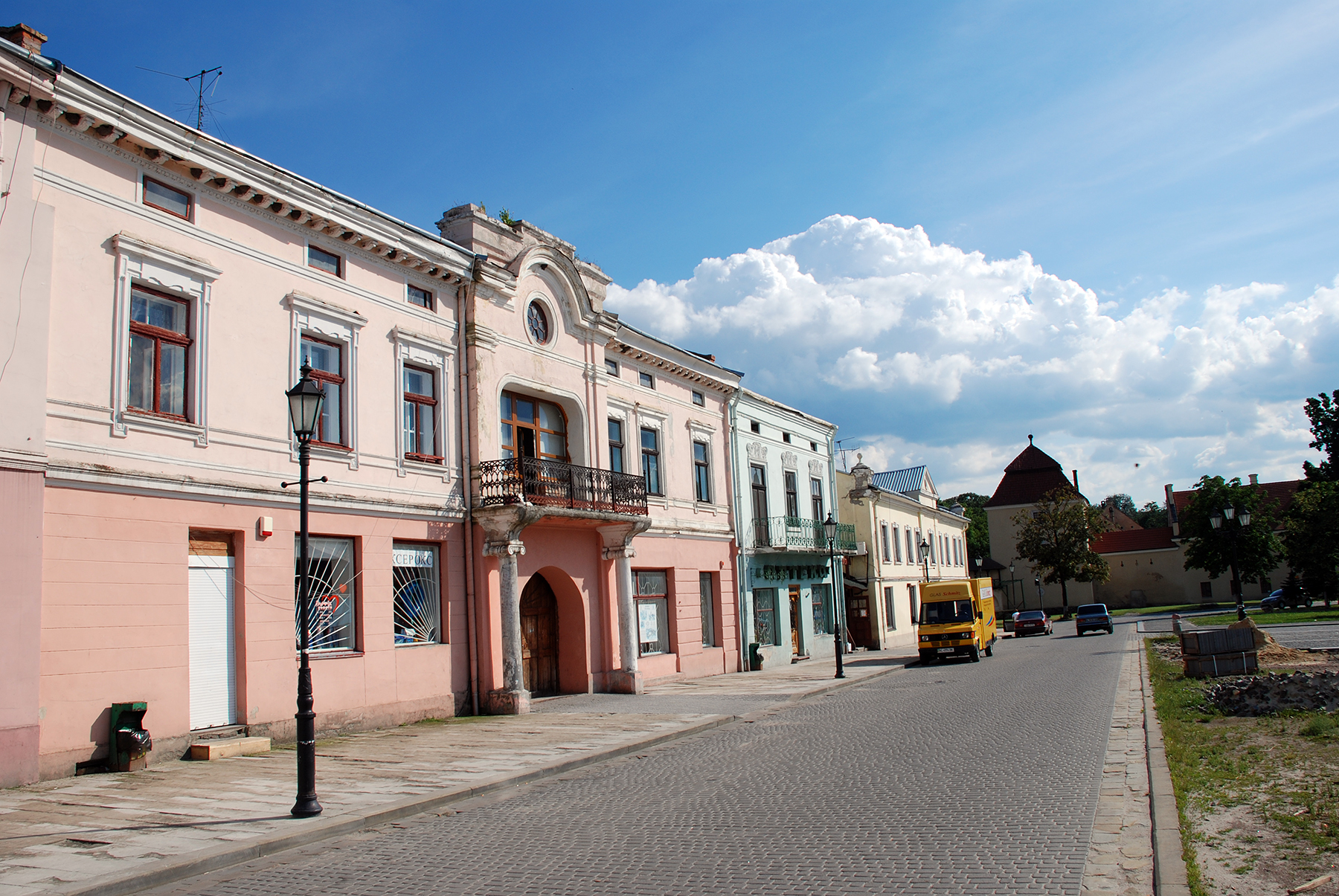
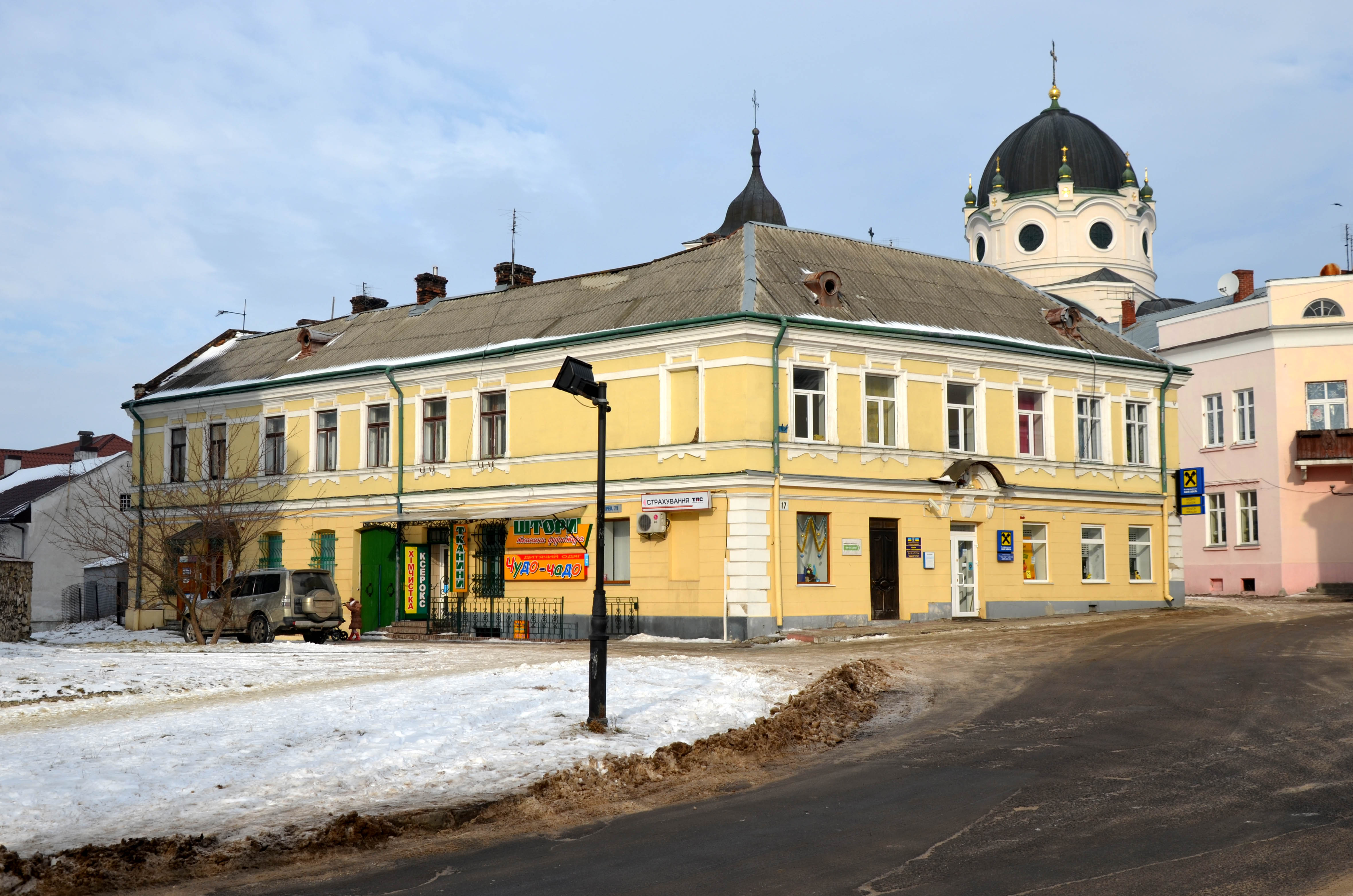
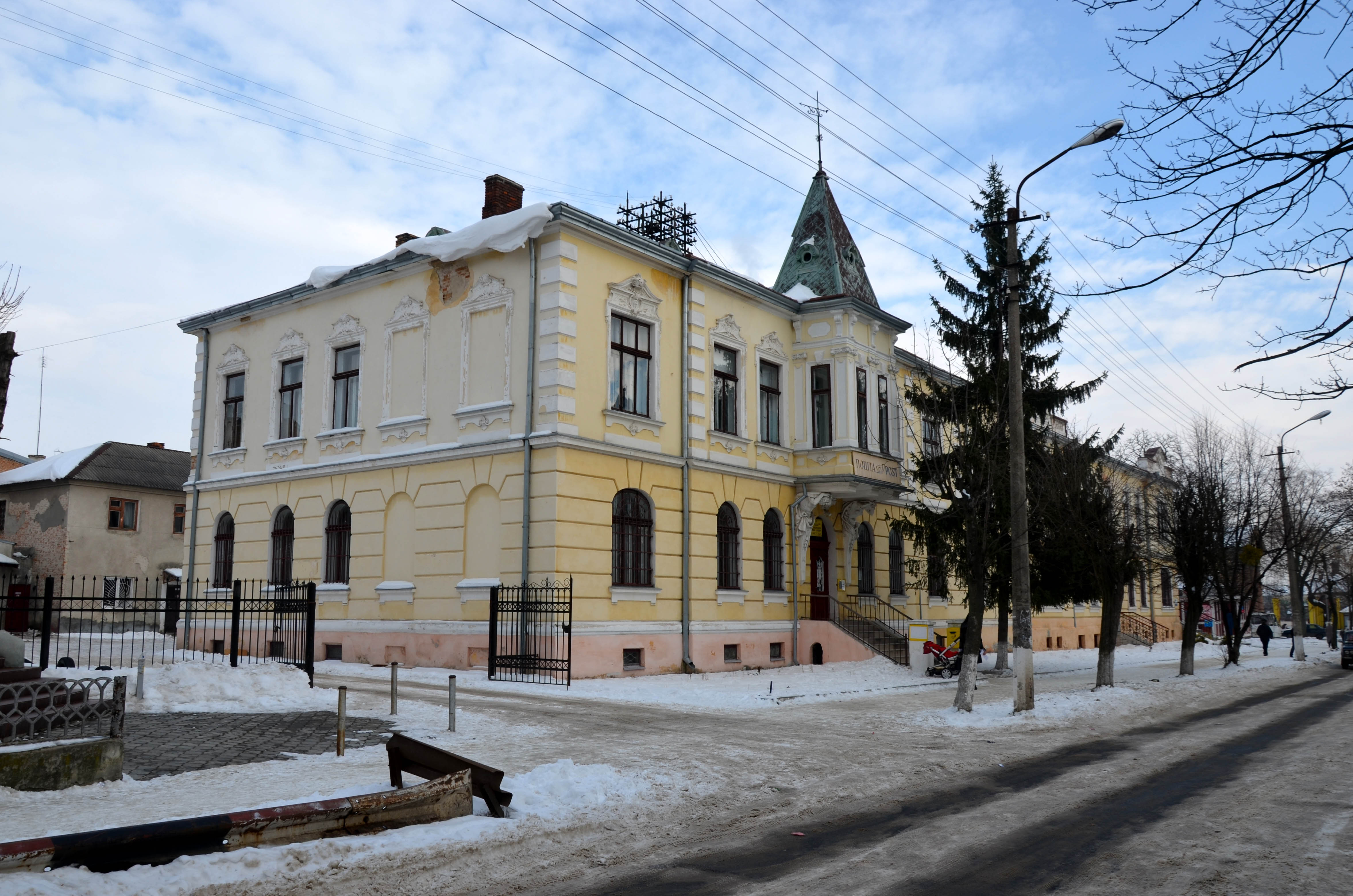